# Euromast
Euromast je věž v Rotterdamu postavená v letech 1958–1960 architektem H. A. Maaskantem.
Byla postavena speciálně pro Floriádu 1960. Jedná se o betonovou stavbu o průměru 9 m a o síle stěny 30 cm. Za účelem stability byla postavena na betonovém bloku o váze 1 900 000 kg, čímž bylo těžiště stavby přesunuto pod zem.
Ve výšce 96 metrů je umístěna vyhlídková terasa a restaurace. Se svou původní výškou 101 metrů byla Euromast nejvyšší stavbou v Rotterdamu. V roce 1970 byla na vrchol přidána 85 metrů vysoká nástavba, čímž se opět stala nejvyšší stavbou města.